# 남성 (기업)
주식회사 남성은 서울특별시 금천구에 본사를 둔 대한민국의 다국적 기업으로, 1965년 윤봉수에 의해 OEM 전자 제조 기업으로 설립되었다.